# Tarczówka żółtawoszara
Tarczówka żółtawoszara (Aleurodiscus cerussatus (Bres.) Höhn. & Litsch.) – gatunek grzybów należący do rodziny skórnikowatych (Stereaceae).

## Systematyka i nazewnictwo
Pozycja w klasyfikacji według Index Fungorum: Aleurodiscus, Stereaceae, Russulales, Incertae sedis, Agaricomycetes, Agaricomycotina, Basidiomycota, Fungi.
Po raz pierwszy takson ten opisał w 1892 r. Giacomo Bresàdola, nadając mu nazwę Stereum cerussatus. Obecną nazwę nadali mu w 1907 r. Franz Xaver Rudolf von Höhnel i Viktor Litschauer przenosząc go do rodzaju Aleurodiscus. Synonimy:
- Acanthophysellum cerussatum (Bres.) Parmasto 1967
- Acanthophysium cerussatum (Bres.) Boidin 1986
- Corticium cerussatum Bres. 1892
- Kneiffia cerussata (Bres.) Bres. 1903

Polską nazwę zaproponował Władysław Wojewoda w 2003 r.

## Morfologia
Bazydiokarp
Kortycjoidalny, tworzący na podłożu nieregularne, rozpostarte, przyrośnięte lub luźne plamy z grubymi, określonymi brzegami. Grubość 200–300 µm, konsystencja zwarta, skórzasta do skorupiastej. Powierzchnia hymenium w stanie suchym ochrowożółta, spękana do aerolkowatej.
Hodowla
Na podłożu hodowlanym po dwóch tygodniach tworzy wokół inokulum białe, średnio grube lub grube, przylegające, filcowate kolonie, które z czasem stają się cieńsze, lekko podniesione. Po 6 tygodniach kolonie są podobne, twarde, przeważnie przylegające i grubsze, o brzegach równych lub nierównych, przylegające. Po 2 tygodniach mają stęchły zapach, po 6 tygodniach nadal mają taki zapach, lub są bezwonne. Po 2 i 6 tygodniach, brak przebarwienia agaru i brak zarodnikowania.
Cechy mikroskopowe
Strzępki brzeżne o średnicy 3–5,5 µm, cienkościenne, guzkowato septowane, słabo rozgałęzione, gałęzie zwykle wyrastające poniżej sprzążek. Strzępki zanurzone podobne do strzępek brzeżnych, o średnicy 1–2 µm, cienkościenne, guzkowato septowane, często rozgałęzione, z gałęziami krótkimi i wyrastającymi pod kątem prostym. Strzępki grzybni powietrznej podobne do strzępek brzeżnych, z wyjątkiem tego, że niektóre stają się nieco grubsze, niektóre również mocno pokryte skupiskami kryształów szklistych do bladożółtych w 2 i 6 tygodniu.
System strzępkowy monomityczny. Katahymenium złożone z masy nitkowatych do maczugowatych akantofiz, różnie ukształtowanych pseudocystyd, parafizoid i podstawek. Akantofizy liczne, prawie maczugowate, 30–40 × (4)5–7 µm, z licznymi wypukłościami na wierzchołku. Gleocystydy liczne, mniej więcej tej samej wielkości co podstawki, o zmiennym kształcie, szkliste lub lekko żółtawe i drobnoziarniste. Dendrohyfidy nitkowate do rozgałęzionych i z przejściowymi stadiami do akantofiz, o średnicy 3–8 µm. Podstawki 40–50 × 7–8 µm, z 4 sterygmami. Bazydiospory 10–12 × 6–7 µm, elipsoidalne do subcylindrycznych, gładkie.

## Występowanie i siedlisko
Podano stanowiska tarczówki żółtawoszarej na wszystkich kontynentach poza Antarktydą i Afryką. W Polsce W. Wojewoda w 2003 r. przytoczył 2 stanowiska, w 2004 podano następne. Znajduje się na Czerwonej liście roślin i grzybów Polski. Ma status R – gatunek potencjalnie zagrożony z powodu ograniczonego zasięgu geograficznego i małych obszarów siedliskowych.
Nadrzewny grzyb saprotroficzny. Występuje na martwym drewnie wielu gatunków drzew iglastych i liściastych. Powoduje białą zgniliznę drewna.